# Italie nord-occidentale

Italie nord-occidentale.

L’Italie nord-occidentale (italien : Italia nord-occidentale ou simplement nord-ovest)
est l'un des cinq groupes de régions d'Italie.
Il englobe quatre des vingt régions du pays : la Ligurie, la Vallée d'Aoste, la Lombardie et le Piémont.